# Балдуїн IV (граф Фландрії)
Балдуїн IV Бородатий (фр. Baudouin IV le Barbu (Belle-Barbe) de Flandres, бл. 980 — 30 травня 1035) — граф Фландрії з 987 року. Походив з Першого Фландрського дому.

## Біографія
Був сином Арнульфа II, графа Фландрії, и Сюзанни (Розалії), доньки короля Італії Беренгара II Іврейського. Коли батько Балдуїна помер в 988, він був ще неповнолітнім, і незалежності Фландрського графства погрожувало захоплення Французьким королівством. Проте другий шлюб матері Балдуїна Сусанни Італійської з королем Франції Робертом II Благочестивим, сином і наступником Гуго Капета, зміг запобігти цій небезпеці.
Близько 1000 року, імператор Оттон III зібрав військо для воєнної кампанії проти Фландрії. Король Німеччини Генріх II Святий також направився проти Балдуїна IV, який прийняв сторону графів Левена і Намюра, що відмовилися від сюзеренітету встановленого Генріхом II герцога Нижньої Лотарингії Годфріда I в 1006/1007.
На відміну від своїх попередників, Балдуїн звернув свою увагу на схід і на північ своїх володінь, тоді як на півдні управляли його васали графи Булоні, Гіна, Хесдіна і Сен-Поля.
В 1006, Балдуїн IV захопив місто Валансьєнн, що належало Священній Римській імперії. Отже, він зіткнувся з імператором Священної Римської імперії Генріхом II і його союзниками королем Робертом Благочестивим і Річардом II, герцогом Нормандії, яким, однак не вдалося перемогти Бодуена.
Навесні наступного року імператор Священної Римської імперії Генріх II знову вторгся у Фландрію і захопив у Генті велику здобич, також взявши в полон жителів міста. Балдуїн був змушений здати Валансьєн і позбутися Ахена, так як імператор Генріх звинуватив його у втручанні у справи графа Намюрського Альберта I та графа Левенського Ламберта I.
Проте близько 1012—1015 Балдуїн отримав за допомогою переговорів в лен Зеландію, що знаходиться на північ від Фландрії, і навіть деякі острови цієї області: Валхерен, Борсселе, Норд-Бевеланд і Зейд-Бевеланд, а на правому березі річки Шельди — Валансьєн, частину Камбре і Ено від Генріха II, який взяв обіцянку з Балдуїна не втручатися у справи герцогів Нижньої Лотарингії і графів Намюра та Левена. На французькій території Фландрії Балдуїн організував заселення боліт вздовж узбережжя Фландрії і збільшив Брюгге та міський порт.
В 1028 у відбувся шлюб сина Балдуїна IV Балдуїна, що став згодом графом Фландрії, з Аделаїдою Французькою, дочкою короля Франції Роберта II. Після цього син Балдуїна IV підняв повстання проти батька, спровоковане королем Робертом, ставши на чолі незадоволених баронів. Балдуїн IV навіть був вигнаний з графства і був змушений шукати притулок в Нормандії. З потужною підтримкою свого покровителя Роберта, герцога Нормандії, він швидко відновив себе на престолі графів Фландрії і остаточно придушив повстання.
За часів правління Балдуїна були засновані Дюнкерк і фортечні стіни міста Лілль. Болдуен зіткнувся з небезпекою феодальної роздробленості, яка обрушилася на території імперії Каролінгів ще в попередньому столітті. Проте він мав добре розвинені регіони країни: Гент, Брюгге, Лілль і Сент-Омер. Можна відзначити появу декількох дворянських сімей (Обіньї, Бетюн, Фоконберг, Худенії, Ланс, Лілль, Пас, Фалемпін, Ворвін). До 993—994, Балдуїн створив раду регіонів. Спочатку на зборах були присутні представники чотирьох адміністративних округів. Саме Балдуїн IV поклав початок подальшій могутності графства Фландрія.
Балдуїн помер 30 травня 1035. Його володіння успадкував син Балдуїн V.

## Родина
1 Дружина (з бл. 1012) — Огіва Люксембурзька (пом. 21 лютого чи 9 березня 1030), донька Фрідріха Люксембурзького, графа Мозельгау, сина Зігфріда, графа Люксембурга.
Діти:
- Балдуїн (1012/1013—1 вересня 1067), граф Фландрії з 1035.

2 Дружина (з після 1030) — Елеонора Нормандська, донька Річарда II, герцога Нормандії.
Діти:
- Юдита (бл. 1033—5 березня 1094, похована в монастирі Сент-Мартін); 1-й чоловік (з вересня 1051) — Тостіг Годвінсон, ерл Нортумбрії; 2-й чоловік (з бл. 1071) — Вельф I, герцог Баварії.